# Missombo
Missombo – miasto w Angoli, w prowincji Cuando-Cubango.